# 백남운
백남운(白南雲, 1894년 2월 11일 ~ 1979년 6월 12일)은 일제강점기의 경제학자 겸 교육자이자 조선민주주의인민공화국의 경제학자 겸 정치인이다.
연희전문학교의 경제학 교수와 조선공산당의 경제이론가였고, 이순탁과 함께 일제 강점기 당시 사회주의 경제학자의 대표적인 인물이었다. 광복 후에는 일부 자산계급과 연대를 전제로 '조선 민족의 진로'라는 글에서 '연합성 신민주주의(민족 통일전선)'를 제창하였다.
해방 후 김두봉, 허정숙, 최창익 등과 연결, 남조선신민당과 민족주의민주전선에서 활동하다가 1948년 4월의 남북 협상차 김구, 김규식, 장건상 등과 함께 월북한 후 내려오지 않았다. 이후 조선민주주의인민공화국의 초대 문교상과 이후 최고인민회의 의장 등을 지냈다.

## 생애

### 생애 초기

#### 출생
1894년 전북 고창군에서 태어났다. 1912년 19살 나이에 수원농림학교에 입학했다. 이 학교는 수업료가 무료였고 기숙사 생활을 할 수 있었던데다 백남운은 학비보조까지 받았기 때문에 학업에 열중 할 수 있었다. 1915년 수원농림학교를 졸업하고 의무규정에 따라 강화보통학교의 교원으로 발령받아 근무하였다.

#### 수학 시절
이 학교에서 2년간 근무한 뒤 강화군 삼림조합의 기술자로 전보 발령을 받아 다시 1년을 근무했다. 그는 이시기 미래에 대해 고뇌하면서 방황했고 새로운 지적 욕구를 위해 일본 유학을 결심하게 된다. 1918년 일본으로 유학, 도쿄 고등상업학교와 도쿄상과대학(현재의 히토쓰바시 대학)을 졸업하였다.
그가 일본에 유학중일 무렵 일본의 지식인계층에서는 마르크시즘의 강력한 영향을 받았으며 특히 도쿄상대에는 사회주의 경제학자들이 많았다. 이때부터 백남운은 자연스럽게 마르크시즘에 기울었던 것으로 추정된다.

### 교육, 경제학자 활동

#### 사회경제학자 활동

1937년 기고한 백남운의 '조선봉건사회경제사'. 그는 유물론적 사관에 입각해 식민사관의 '정체성론'에 대해 정면으로 반박했다.

1925년 도쿄상대를 졸업하고 귀국, 연희전문학교 상과 교수가 되었다. 이 시기 1925년 조선공산당이 비밀리에 창당됐다. 식민지로 전락한 조선에도 이미 공산주의는 들어와 있었는데, 조선공산당의 창당과 1920년대 국학운동등을 계기로 일제 총독부는 지속적으로 공산주의 운동탄압과 조선사편수회를 만들어 조선사를 식민사관의 관점에 진행시키고 있었음에도 불구하고 사회주의는 항일운동과 연결되면서 끈질기게 확산되어갔다.

#### 일제 강점기 후반
그는 마르크스의 유물사관과 계급투쟁론의 입장에 서서 조선역사를 강의하여 식민사관의 '정체성론'을 정면으로 비판,반박하였으며, 강의활동과 함께 저서로 1933년 조선사회경제사를, 1937년 「조선봉건사회경제사」를 각각 펴냈다. 한편, 백남운은 민족주의적 관점에서 민족개량주의자들이 주장하는 자치론을 비판하는 글들을 여러편 발표하자, 자치운동 벌이는 인사들의 집중적 공격을 받았다. 이 일로 그는 유명세를 타기도 했다.
경제학자로서 명성이 알려지면서 그를 따르는 학생들이 많아져 백남운은 경제연구회 라는 사회주의적 학생동아리를 이끌게 되었다. 그러나 일제는 이것을 빌미로 그를 잡아들여 2년여 남짓 투옥시켰다. 1940년 석방되었고, 그는 그 뒤 학자들과 교류하는 것 이외에 은둔 생활을 보냈다.

### 광복 이후

#### 해방정국 정치활동
1945년 8·15와 함께 백남운은 우선 조선학술원을 창설하고 경성대학(경성제국대학)법문학부 교수로 부임하였다. 그 뒤 진보주의적이거나 사회주의적인 학자들을 기둥삼아 새 국가를 건설할 이론을 뒷받침하는 일에 전념했다.
1945년 12월, 모스크바 3상 회의가 발표되었을 때 처음에 그는 조선학술원 원장의 이름으로 반탁을 선언하고 강연을 통해 이를 주장했으나, 나중에는 입장을 찬탁으로 선회하고 찬탁을 지지했다.
이때부터 백남운은 정치일선에 활동하기 시작했다. 그는 중국 옌안에서 독립운동 활동을 하다 38선 이북으로 귀국한 한글학자 김두봉, 조선독립동맹의 최창익, 허정숙 등과 일정한 연계를 맺고 있었다. 백남운은 조선독립동맹 경성특별위원회를 조직하고 위원장이 되었다. 그리고는 김두봉의 동의하에 남조선신민당이라는 정당을 창당하고 발전적으로 개편해 당대표가 되었다. 김두봉, 허정숙, 최창익 등과 연결, 남조선신민당과 1946년 2월 민족주의민주전선에서 활동하였다.

#### 남조선신민당 활동
그는 남조선신민당 대표자격으로 38선 이북에 두 번 다녀왔다. 그리고 정당 사회단체가 난립했던 미군정기에 통일전선운동을 벌였다. 그리하여 남조선신민당, 조선인민당, 조선공산당이 합당해 남조선로동당을 결성하기도 했다. 1946년 2월15일, 민족주의민족전선(민전)의 공동의장에 추대되었다. 그는 박헌영이 이끄는 남로당에는 가입하지 않고 거리를 두고 있었는데, 이를 통해 박헌영과는 갈등,대립관계를 가지게 되었다. 이 과정에서 그는 현실의 장벽 앞에서 회의를 느끼고 정계은퇴를 선언하기도 했다. 그 뒤 민족문화연구소를 꾸리고 문화운동에 활동한다. 하지만, 정계은퇴 6개월 만인 1947년 4월 다시 정계복귀를 선언한다. 그는 단독정부 수립을 반대하는 글을 발표하고 나서 여운형과 합작해 근로인민당 창당에 동참했다. 1947년 5월에 근로인민당 부위원장에 임명되었다. 그러나 7월 19일, 여운형이 암살되자 더 이상 조직을 유지할 수 없게 되었다. 1947년 8월 들어 좌익 세력 검거 선풍이 불면서 백남운은 당원과 함께 검거되는 위기에 내몰렸다. 결국 백남운은 신변의 위협에 시달리면서 먼저 가족들을 월북시키게 된다.

### 남북협상 참여
1948년 5월 10일로 총선거 일정이 잡힌 남한에서의 북행이냐,남한 잔류냐의 선택의 기로에 서게 되었다. 기로에 선 끝에 백남운은 김구과 함께 남북 협상에 참여하기를 선택했으며, '남한만 단독정부' 수립과 5·10 총선거를 비판하였다. 1948년 4월 평양의 남북연석회의에 참석했다. 이 연석회의에서 그는 처음에 김일성과 박헌영에 이어 연설을 하였으며 사흘째 회의에서는 사회자를 맡기도 하였다.

### 조선민주주의인민공화국에서의 정치 활동

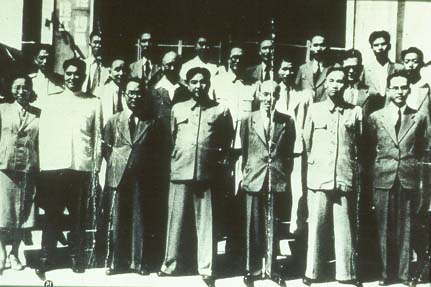
1948년 9월. 조선민주주의인민공화국 초대 내각의 백남운(교육상, 제2열 오른쪽에서 세 번째)

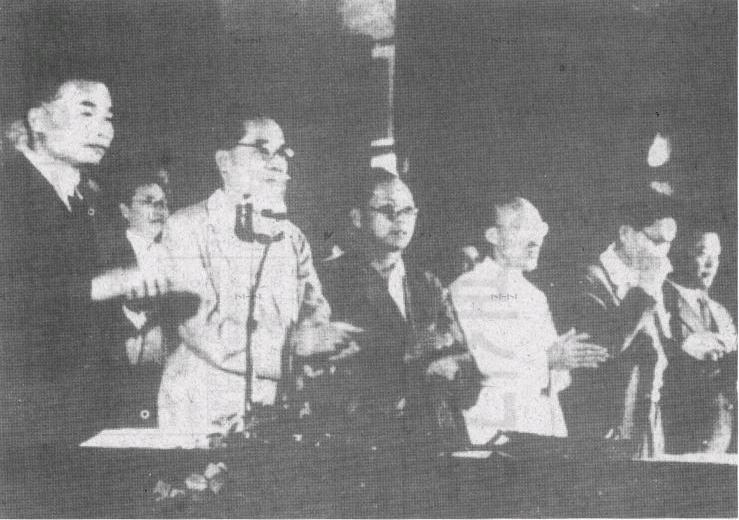
1948년 8월, 황해도 해주에서 열린 '인민대표자대회'. 왼쪽부터 백남운, 허헌, 박헌영, 홍명희.

남북협상에 참여하기 위해 북행한 그로서는 열두 번째 북행이면서 마지막 북행이었다. 그 뒤로 그는 남북협상이 끝난 뒤 평양에 눌러앉았다. 1948년 8∼9월 조선민주주의인민공화국최고인민회의제1기대의원, 조선민주주의인민공화국 초대내각 교육상, 1961∼62년 최고인민회의상임위원회 부위원장, 조선노동당 중앙위원, 마르크스 레닌주의방송대학총장, 1967년 최고인민회의의장, 1974년 조국통일민주주의전선 의장 등을 지냈다.
그동안 백남운은 수많은 남한의 지식인들을 월북시키는 중개 역할을 하였다. 1946년 1월 첫 번째 북행때 조선민주주의인민공화국으로부터 남한의 과학자, 예술인, 교수 등의 월북을 주선해달라는 부탁을 받고 서울로 돌아온 그는 지식인들을 포섭하여 역사학자인 김석형과 박시형, 섬유분야 권위자 계응상, 물리학자 도상록, 기술자 최재우와 강영창 등과 예술인 문예봉, 황철, 박영신 등의 월북을 주선한 것으로 알려지고 있다.

### 최후
북행길에 올랐던 남한 사람들은, 특히 정치인들은 거의 모두가 비참한 최후를 맞았다. 그러나 백남운은 홍명희처럼 매우 예외적으로 비교적 평탄한 출세길을 걸었다. 그는 조선민주주의인민공화국정권의 초대 내각에서 교육상으로 선발되어 8년 동안 재직하였고 조선민주주의인민공화국 과학원 원장을 겸했다. 이후 연안파와 거리를 두어 1961년 김두봉, 최창익 등이 숙청당하고 허정숙이 좌천당했을 때도 무사하였다.
1961년 조선노동당 중앙위원에 뽑혔고, 1967년 최고인민회의 의장으로 피선되어 5년 동안 근무하였다. 그 뒤 조국통일민주주의전선의 의장으로 활동하다가 1979년 86세의 나이로 별세했다.

## 저서
- 《조선사회경제사》
- 《조선봉건사회경제사》
- 《조선민족해방투쟁사》
- 《조선력사교재의》
- 《3국시대 사회구성체 논쟁》편찬 에 참가
- <조선 민족의 진로>

## 기타

### 역사관
백남운은 유물사관에 입각해 '한민족의 역사가 원시씨족공동사회에서 출발해 삼국시대의 노예경제사회를 거쳐 통일신라와 고려의 아시아적 봉건사회에 이르렀으며 현재에와서 상품생산제사회가 진행되고 있다'고 보았으며, 식민사관의 정체성론을 정면적으로 비판하였다.

### 비판
일제강점기 시기 이재유를 비롯한 정통파 공산주의자들은 백남운이 유물론적 관점에서 저술한 '조선사회경제사'에 대해 "사민주의적이고, 민족개량주의적 성향'라면서 부정적 견해를 드러내기도 했었다.

## 가족
2011년 9월 13일 탈북하여 일본해상에서 발견된 북한주민중에 한 사람은 자신의 할아버지가 백남운이며, 자신의 아버지는 남한 인사 납치를 담당한 노동당 간부라고 주장하였다.

## 같이 보기
- 조선독립동맹
- 김두봉
- 김원봉
- 허정숙
- 박헌영
- 박효삼
- 최창익

## 참고자료
- 《끝나지 않은 역사 앞에서》 (2009, 이이화, 김영사)

| 전임 (초대) | 조선민주주의인민공화국의 교육상 1948년 9월 9일 ~ 1956년 1월 2일 | 후임 김창만 |

| 전임 허헌 | 제4대 조선민주주의인민공화국 최고인민회의 의장 1967년 ~ 1972년 | 후임 한덕수 |

|  | 조선민주주의인민공화국의 국립과학원장 ~ 1961년 3월 | 후임 강영창 |